# Andes montis
Andes montis är en insektsart som beskrevs av Synave 1963. Andes montis ingår i släktet Andes och familjen kilstritar. Inga underarter finns listade i Catalogue of Life.